# Neal Asher
Neal Asher, född 1961, är en engelsk science fictionförfattare. Hans föräldrar är båda lärare och science fiction-fans. Även om han började skriva science fiction och fantasy redan i grundskolan började han inte skriva seriöst innan han fyllt 25. Han har arbetat som mekaniker och programmerare (1979-1987) och trädgårdsdarbetare (1979-1987) mm. 1989 publicerades hans första novell. 2001 publicerade Gridlinked, den första romanen i Polity-serien (senare följd av The Line of Polity, Brass Man, Polity Agent och The Line War) - en serie romaner som utspelar sig i ett framtida universum där mänskligheten styrs av artificiella intelligenser och bildat ett stjärnomspännande imperium kallat Polity. Huvudpersonen Ian Cormac är agent åt den största artificiella intelligensen Earth Central och historierna är genomgående fartfyllda actionhistorier i mycket högt tempo. Asher har skrivit flera romaner vid sidan av Polityserien, både sådana som utspelar sig i samma universum som Polity och andra, men alla med samma actionorienterade intrig och höga tempo. Även om hans böcker vanligen har ett episkt omfång och alltså borde klassas som space opera är framställningen och tempot sådant att de snarare borde klassas som postcyberpunk. Hans karaktärer arbetar normalt inom och med den rådande regimen och för samhällsordning (även om metoderna för detta ofta skapar en hel del oordning) vilket skiljer sig från det vanliga utanförperspektivet inom cyberpunk.
Asher refererar gärna till vårt nuvarande samhälle med en ganska kritisk ton och hans skapade universum får antas utgöra hans uppfattning om ett mer utopiskt samhälle. Särskilt konservativ religion i olika former, vissa typer av socialpolitik och strafflagstiftning ådrar sig hans missnöje.
Han publiceras i Storbritannien av Tor, en underverksamhet av Pan Macmillan, och av Tor Books i USA.

### Polity
| I publiceringsordning Agent Cormac series 1. Gridlinked (2001) 2. The Line of Polity (2003) 3. Brass Man (2005) 4. Polity Agent (2006) 5. The Line War (2008) Spatterjay series 1. The Skinner (2002) 2. The Voyage of the Sable Keech (2006) 3. Orbus (2009) Polity series 1. Prador Moon (2006) 2. Hilldiggers (2007) 3. Shadow of the Scorpion (2008) | I kronologisk ordning enligt intern kalender 1. Prador Moon 2. The Shadow of the Scorpion 3. Gridlinked 4. The Line of Polity 5. Brass Man 6. Polity Agent 7. Line War 8. The Skinner 9. The Voyage of the Sable Keech 10. Orbus 11. Hilldiggers |

### Noveller
- The Parasite (1996)
- Mason's Rats (1999)
- Africa Zero (2001), ursprungligen som två noveller: Africa Zero and Africa Plus One
- Mindgames: Fool's Mate (1992)

### Novellsamlingar
- The Engineer (1998) - Containing novella of the same title, and short stories.
- Runcible Tales (1999)
- The Engineer ReConditioned (2006) - Reprint of The Engineer with three additional stories.
- The Gabble: And Other Stories (2008) - short story collection

### Korta berättelser
- Adaptogenic (1994)
- Watch Crab (2003)

### Övriga romaner
- Cowl (2004), Philip K. Dick Award nominee